# Wankan
Wankan oder Ōkan (japanisch 王冠, „Königskrone“) ist eine Kata – also ein stilisierter Kampf gegen imaginäre Gegner – im Karate. Sie wurde von Yoshitaka Funakoshi ins Shōtōkan-Karate eingeführt und ist mit 16 Bewegungen die kürzeste Kata dieser Stilrichtung.
Ihr Ursprung liegt im Tomari-Te (Shōrin-Schule), einem Vorläufer des modernen Karate aus dem 19. Jahrhundert. Gichin Funakoshi nannte sie Matsukaze (松風, „Pinienwind“) sowie Hito (飛雲, „Flugwolke“). In dieser Kata wird nur ein Kiai gesetzt. Als besondere oder königliche Technik gilt Kōkō Uke (虎口受け, „Tigermaulabwehr“), die in einem Kniehebelwurf endet.
Wankan wird im Shōrin-ryū, Shōtōkai, Shōtōkan, und Matsubayashi-Ryū geübt.